# Berchar
Berchar (auch Bercharius, Berthechar; † Herbst 688 oder Anfang 689) war fränkischer Hausmeier in Neustrien und Burgund als Nachfolger seines Schwiegervaters Waratto, der 686 starb.

## Leben
Nach Warattos Tod kam es am neustrischen Hof zu Auseinandersetzungen um seine Nachfolge, in denen sich Berchar durchsetzte. Seine unterlegenen Gegner gingen daraufhin zu Pippin dem Mittleren über, der daraufhin gegen Neustrien zu Felde zog. Berchars Fraktion wurde 687 in der Schlacht bei Tertry im Vermandois geschlagen, die Verlierer flohen zum Teil in die nahegelegenen Abteien Péronne und Saint-Quentin, die übrigen, darunter Berchar und König Theuderich III., zogen sich nach Paris zurück. Pippin folgte ihnen und schloss mit ihnen in der Stadt ein Friedensabkommen, über dessen Inhalte nichts bekannt ist, außer dass Berchar, zumindest "de jure", im Amt belassen wurde. Es kann unterstellt werden, dass Theuderich und Berchar die Oppositionsfraktion wieder bei Hof zulassen mussten, denn kurze Zeit nach dem Friedensvertrag kam es zu erneuten Streitigkeiten zwischen den Gruppen, in deren Verlauf Berchar auf Anstiften seiner Schwiegermutter Ansfled erschlagen wurde.
Als Konsequenz dieser Ereignisse übernahm Pippin nun zusätzlich das neustrische und burgundische Hausmeieramt, das er jedoch von Austrasien aus über seinen Statthalter Nordebert (Nordilus) wahrnahm. Theuderichs Stellung als König tastete er nicht an. Berchar und seine Ehefrau Anstrudis die Ältere, die Tochter von Waratto und Ansfled, hatten eine Tochter, Adaltrudis (oder auch Anstrudis d. J.), diese heiratete Drogo, dux der Champagne, den ältesten Sohn Pippins. Nach gleicher Auffassung war es Adaltrud, die Tochter Anstrudis' und Berchars, die Drogo heiratete.